# Empirisme
The doctrine that we learn by experience may seem a trite truism. The idea that we learn in no other way totally transforms the world.
Het empirisme is een filosofische stroming waarin gesteld wordt dat kennis voornamelijk of geheel voortkomt uit de ervaring. Volgens de kennistheorie van het empirisme bezit de mens geen enkele vorm van aangeboren kennis, en moet bij de geboorte zijn geest opgevat worden als een onbeschreven blad of tabula rasa. Het empirisme staat in deze kennistheoretische opvatting tegenover het rationalisme, dat de rede en het denken aanwijst als voornaamste kennisbron.
In de antieke filosofie zijn bij Aristoteles en Epicurus al empiristische tendenzen aan te wijzen. Echt doorbreken zou het empirisme pas in de 17e en 18e eeuw in Groot-Brittannië, uitgewerkt door denkers als Francis Bacon, John Locke, George Berkeley, David Hume en John Stuart Mill. Verdere vormen van empirisme zijn terug te vinden in het positivisme van Auguste Comte, het pragmatisme van William James, de analytische filosofie van Bertrand Russell, het logisch empirisme van Rudolf Carnap en het constructief empirisme van Bas van Fraassen. 
Empirisch onderzoek is sinds de wetenschappelijke revolutie de enige geaccepteerde manier van natuurwetenschappelijke kennisverwerving.

## Inhoud

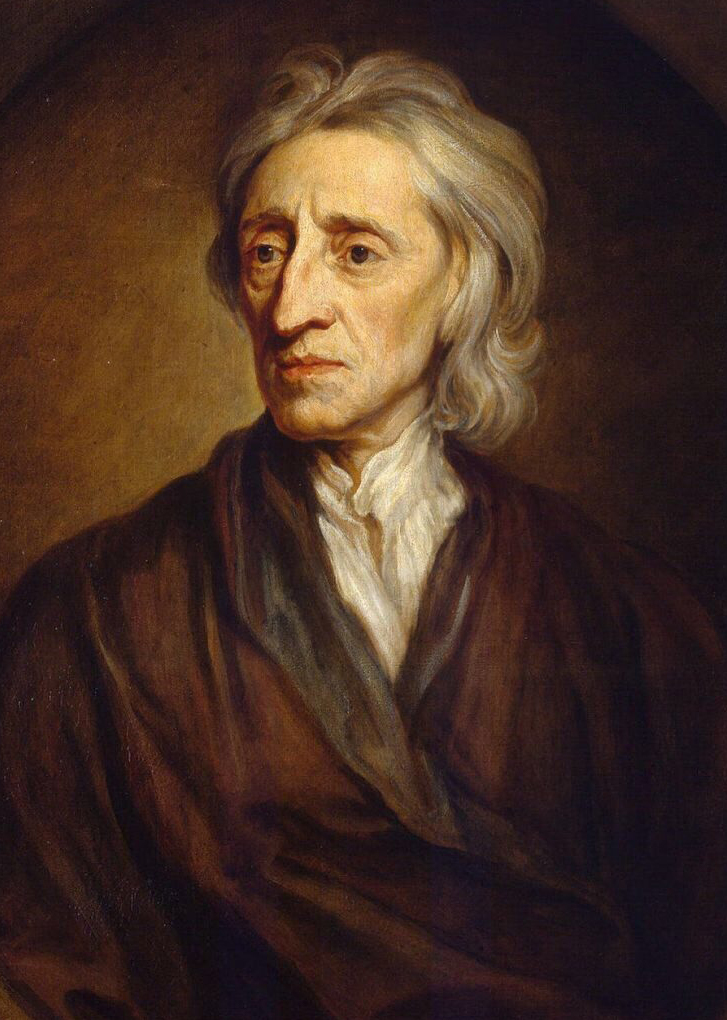
John Locke, wellicht een van de bekendste empiristen

Het empirisme gaat uit van de kennistheoretische grondhouding, dat het menselijk individu dingen leert kennen vanuit de ervaring. Hoewel de meeste empiristen niet erg dogmatisch omgaan met dit grondprincipe, gaan sommigen, zoals John Stuart Mill, veel verder, en stellen dat zelfs de logische wetten uit de ervaring voortkomen. De logica zou volgens Mill een wetmatigheid als iets kan niet tegelijkertijd wel en niet waar zijn, simpelweg gekopieerd hebben vanuit de ervaring. David Hume verklaarde het menselijk besef van oorzakelijkheid, met een verwijzing naar de ervaring van bliksem en donder. Dat donder op bliksem volgt en dat na bliksem donder verwacht kan worden, is bekend uit de ervaring. Het geloof in oorzakelijkheid is dus ontstaan uit een gewoonte. Bertrand Russell wees er verder op dat ervaring niet noodzakelijk van dingen buiten de mens is, maar dat introspectie, met het geestesoog kijken naar wat zich in de menselijke geest afspeelt, ook een vorm van waarneming is.
Het empirisme wil de synthetische oordelen vooraf, zoals geponeerd in het rationalisme, herschrijven tot synthetische oordelen achteraf. Volgens het empirisme in zijn zuivere vorm moet het menselijk verstand worden opgevat als een onbeschreven blad, of tabula rasa. Kennis kan dus niet uit het denken alleen afgeleid worden, maar heeft haar ultieme grond in de ervaring. Een zuiver en absoluut doorgevoerd empirisme ontkent zelfs de betekenis van alle begrippen waarmee het zich a priori kan uiten, hetzij in een eenvoudige dialoog: en, of, als, niet, sommige, alle, eenheid, nummer, opvolger, oneindig, ... hetzij op een meer theoretisch niveau: substantie, oorzaak, gevolg, bewustzijn.
Verschillende stromingen binnen het empirisme:
- Het materialistisch empirisme van Francis Bacon, Thomas Hobbes en John Locke kan onderscheiden worden van het idealistisch empirisme van George Berkeley, David Hume, Ernst Mach en Avenarius.
- Het empirisme kan gezien worden als stroming die zich keert tegen het idee van a priori kennis - dat is kennis gebaseerd op het denken alleen - en die tegenover het innatisme staat, het idee dat kennis is aangeboren.
- Het empirisme wordt door sommigen opgevat als een theorie die uitlegt hoe betekenis kan worden gegeven, het associationisme, en die bovendien de criteria aanduidt van wanneer men al dan niet over zinvol taalgebruik kan spreken, het zogeheten verificatiebeginsel.
- Anderen zien het empirisme als een kennistheorie, die stipuleert dat kennisuitspraken, zoals 'Eloïse is aardig', (voortdurende) ondersteuning vanuit de ervaring nodig hebben, om het statuut van vaststaande kennis te verkrijgen.
- Een extreme vorm van het empirisme is het sensualisme, dat exclusief de nadruk legt op de zintuiglijke oorsprong van alle kennis. Waar bij Locke de introspectie of reflectie nog een zekere rol speelt, ontbreekt dit bij Étienne Bonnot de Condillac geheel.

## Griekse Oudheid

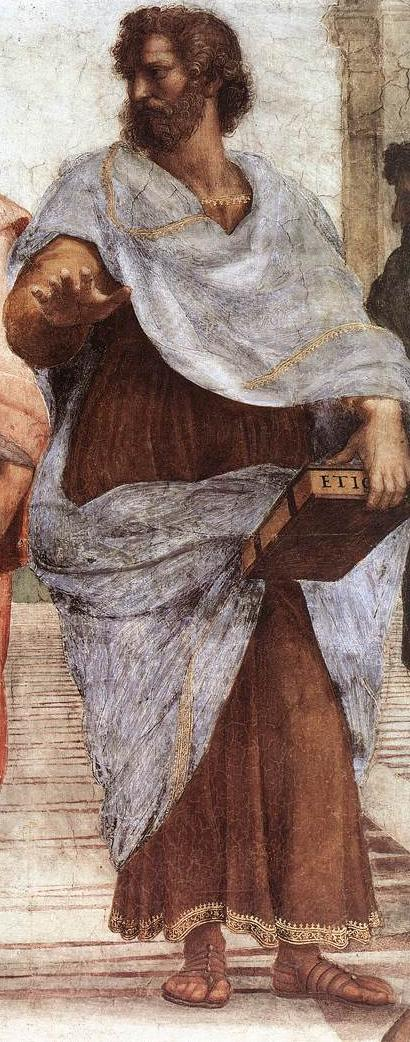
Aristoteles

Al bij de vroegste filosofen, namelijk de Ionische natuurfilosofen zoals Thales van Milete en Anaximenes, speelde de waarneming een zekere rol. Zij probeerden, in tegenstelling tot het mythisch wereldbeeld, de natuur rondom hen te verklaren door te verwijzen naar alledaagse fenomenen. Zo duidde Thales het water aan als oorsprong van de wereld omdat hij in zijn alledaagse ervaring steeds zag hoe leven ontstond en bestond uit water. Hij hanteerde dus een analogiebewijs op basis van wat hij in zijn gewone leven tegenkwam. Toch kan men dit nog niet echt empirisme noemen omdat deze filosofen nog geen echte kennistheorie hanteerden en de ervaring niet expliciet als kennisbron aanduidden.
Een reeks filosofen na deze natuurfilosofen leunden dan weer sterker aan wat later bekend zou staan als het rationalisme: kennis over de wereld moest verkregen worden door het denken en de rede, en niet zozeer door de ervaring. Heraclitus bleef nog een middenpositie bekleden door te stellen dat kennis mogelijk is doordat vuur zowel aan de oorsprong van de wereld als de menselijke ziel lag, maar er wel bij te vermelden dat niet iedereen de goede (intellectuele) houding heeft om kennis te vergaren. Pythagoras en Parmenides daarentegen leken de rol van de waarneming te minimaliseren en vooral de nadruk te leggen op de rol van het verstand. Ook Plato en de door hem opgevoerde Socrates kozen de rationalistische kant: kennis kon niet gebaseerd zijn op de steeds veranderende en onstabiele zintuiglijke wereld, maar was daarentegen gebaseerd op het intellectueel aanschouwen van de Ideeënwereld.
Pas bij Aristoteles is er voor het eerst sprake van echt empirisme, hoewel ook hij een sterke rol aan de rede toeschreef. Aristoteles stelde dat de mens kennis verkrijgt door middel van abstractie van de dingen die hij in de ervaring tegenkomt, maar deze kennis zat al in potentie vervat in het menselijk  verstand. Ieder mens bezat dus al in zekere zin deze kennis, maar deze moest nog geactualiseerd worden door de ervaring.
De eerste filosoof die een radicaal empirisch perspectief koos, was Epicurus. Hij bouwde verder op het atomisme van Leucippus en Democritus, en deelde dus de overtuiging dat de wereld bestond uit een oneindig aantal atomen, die objecten vormen door samen te klitten. Overigens speelde het empirisme van Epicurus een secundaire rol in zijn filosofie: het diende slechts om zijn ethiek, namelijk het epicurisme, te funderen. Om zo'n fundament te zoeken, gaat Epicurus op zoek naar vaste, onbetwijfelbare uitgangspunten die hij vindt in de ervaring. Hij stelt dat de ervaring van dingen die de mens omringen een zeker gegeven is. Waarneming houdt voor Epicurus, net als voor de atomisten, in dat de atomen constant een bepaald soort beeldjes (eidôla) afscheiden, die worden opgevangen door de zintuigen. Hierdoor is via waarneming te zien hoe voorwerpen echt zijn en kunnen adequaat voorspellingen over hen worden gedaan. De beeldjes geven immers de exacte structuur van de atomen door, er komt geen vervorming aan de pas. Elke waarneming is waar stelde Epicurus. Dit houdt in dat elke waarneming door iets echts veroorzaakt is: zelfs illusoire waarnemingen, zoals de illusie van een gebroken stok in het water, kloppen nog in die zin dat het een adequate waarneming is van het verbuigen van het licht.
Onzekerheid komt pas ten tonele wanneer de mens op basis van onbetwijfelbare waarnemingen betwijfelbare oordelen maakt. Deze op zich zijn niet zeker, maar kunnen wel - al dan niet eenvoudig - gecontroleerd worden via het verrichten van nieuwe waarnemingen. Natuurlijk is niet alles waarneembaar en is niemand onfeilbaar in de waarneming. Wat met zaken als de zon of de sterren, of wat met atomen? Epicurus stelde dat toch gesproken kan worden over deze objecten, door ze indirect te toetsen, via waarnemingen van gevolgen of bijverschijnselen. Dit leidde volgens Epicurus wel hoogstens tot wat hij noemde niet-weerlegging (ouk antimarturêsis): de stelling over dit voorwerp is na indirecte empirische controle niet onmogelijk en dus mogelijk waar.
Epicurus liet ook nog wel minder empirische methoden toe zoals analogiebewijs, dromen of het funderen in een gemeenplaats: een soort gemeenschappelijk idee dat afstamt van vroegere opgedane ervaringen (eventueel door al gestorven mensen). Zo is er ook bewijs voor het bestaan van goden, namelijk via de door sommige mensen opgedane ervaringen in visioenen en dromen. Epicurus betoogde dat dromen en visioenen worden veroorzaakt door een speciaal en fijn soort atomen die rechtstreeks tot de ziel doordringen.

## Moderne tijd

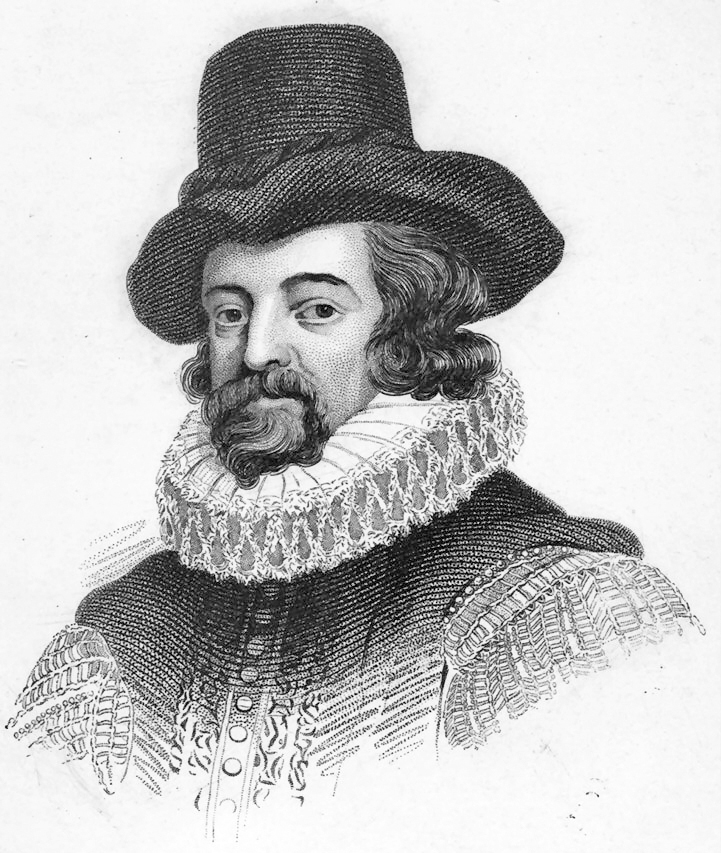
Francis Bacon

Nadat het in de middeleeuwen grotendeels op een laag pitje had gestaan, met de uitzondering van Roger Bacon, kreeg het empirisme in de moderne tijd een nieuwe impuls. De oorzaak was de moderne wetenschappelijke methode, die denkers als Francis Bacon en Isaac Newton ertoe aanzet de waarneming weer als voornaamste bron van kennis aan te nemen. In zijn Philosophiae Naturalis Principia Mathematica (1687) stelde Newton dat zijn wetenschappelijke stellingen louter voortkwamen uit de zuivere waarneming.:82-83 In die context moet ook zijn uitspraak ik verzin geen hypotheses: Hypotheses non fingo begrepen worden. Newton baseerde zich grotendeels op Bacon, die in zijn Novum Organum (1620) poogde de nieuwe wetenschappelijke methode te beschrijven.:69 Na Aristoteles, die de nadruk legde op deductie, plaatste Bacon de inductie centraal. Inductie is de methode van het wetenschappelijk onderzoek: algemene wetten en gegevens worden afgeleid vanuit de onbevooroordeelde ervaring van een aantal particuliere gevallen. De onafhankelijke  menselijke rede komt hier niet zozeer aan te pas, het draait om het zuiver interpreteren van het openliggende boek van de natuur.

### Brits empirisme
Het empirisme trad pas echt op de voorgrond met de opkomst van het Brits empirisme, met denkers als John Locke, George Berkeley en David Hume. In zijn Essay concerning Human Understanding (1690), stelde Locke dat kennis enkel voortkomt uit ervaring, en dat niet van aangeboren ideeën gesproken kan worden. De menselijke geest is als een onbeschreven blad of tabula rasa. Werkelijk alle kennis komt voort uit de ervaring of simple ideas, of uit de combinatie en associatie van de door ervaring opgedane ideeën : de complex ideas. Locke concludeerde hier uit dat de nieuwe natuurfilosofie - de huidige natuurkunde - nooit een zekere wetenschap kon worden, maar hoogstens een systeem van meningen of opinions. Alleen de wiskunde zou zo'n zekerheid hebben, omdat daar louter met complex ideas gewerkt kan worden, waarbij deze aan elkaar getoetst en met elkaar vergeleken worden.:84 Locke maakte verder het onderscheid tussen primaire en secundaire eigenschappen. Primaire eigenschappen van een voorwerp zijn bijvoorbeeld grootte of gewicht, secundaire eigenschappen betreffen zaken als kleur, geur of smaak. Secundaire eigenschappen zijn iets subjectiefs, maar primaire eigenschappen zijn van het waargenomen object zelf. Maar ook deze primaire eigenschappen, zoals het bestaan van de dingen achter de ervaringen (de substantie) kunnen niet met zekerheid bevestigd worden, ze kunnen hoogstens verondersteld worden. Hij schreef:
The idea then we have, to which we give the general name substance, being nothing, but the supposed, but unknown support of those qualities, we find existing, which we imagine cannot subsist, sine re substante, without something to support them, we call that support substantia, which, according to the true import of the word, is in plain English, standing under or upholding.

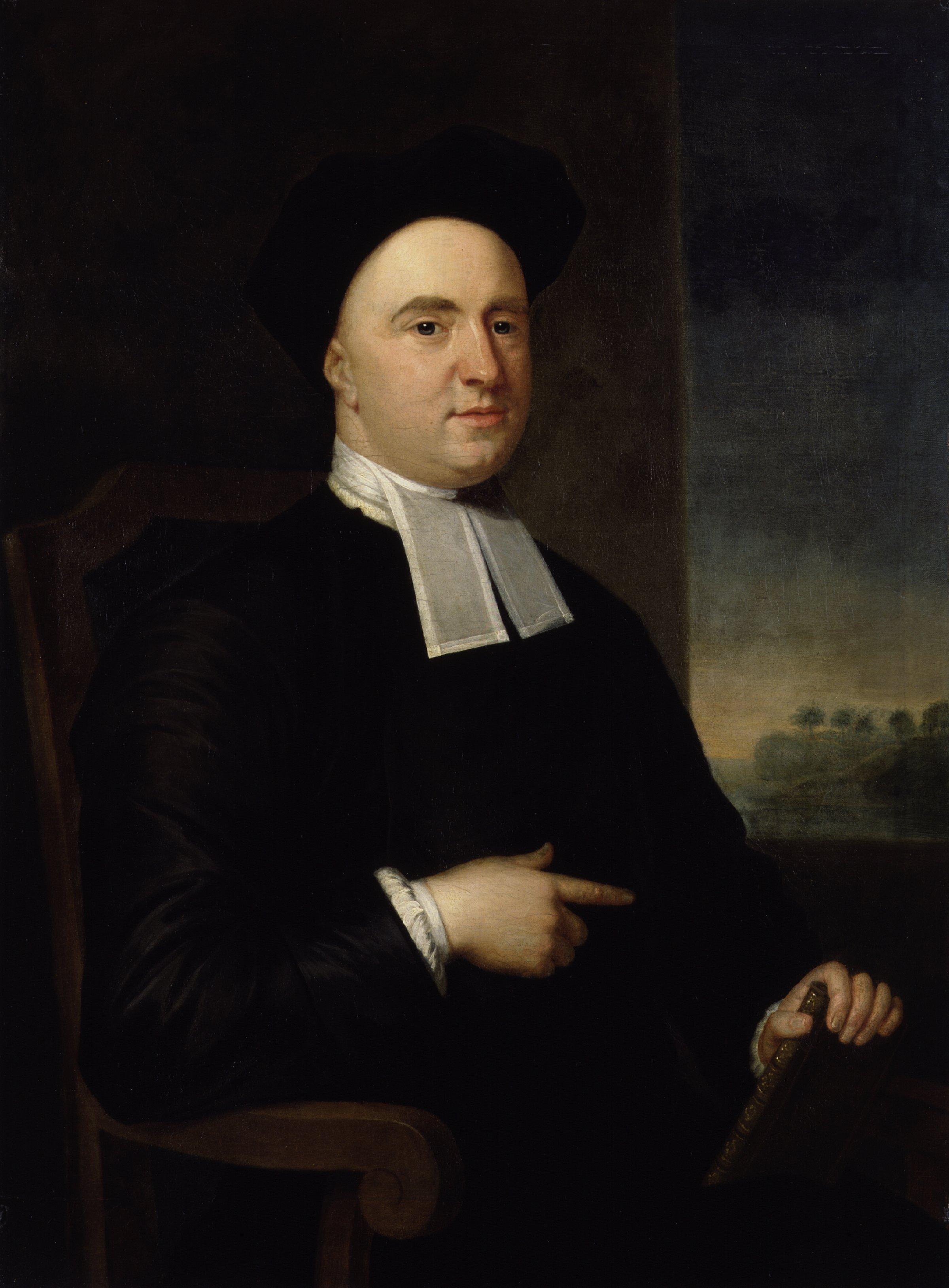
George Berkeley

De volgende belangrijke empirist was bisschop George Berkeley, die het door Locke gemaakte onderscheid tussen primaire en secundaire eigenschappen verwierp, en daarmee het empirisme radicaliseerde tot een immaterialisme of spiritualisme. Volgens Berkely bestonden er geen dingen buiten de menselijke geest,  de zogeheten primaire eigenschappen van een waargenomen object verwijzen naar niets buiten de mens. Bekend is zijn uitspraak: esse est percipi: 'zijn is waargenomen worden'. Dingen bestaan enkel voor zover ze waargenomen worden, en zijn in essentie tekens van God, die ontrafeld moeten worden. Bekend is in dit verband het gedachte-experiment: Als een boom in een bos omvalt en er is niemand in de buurt, is er dan geluid?

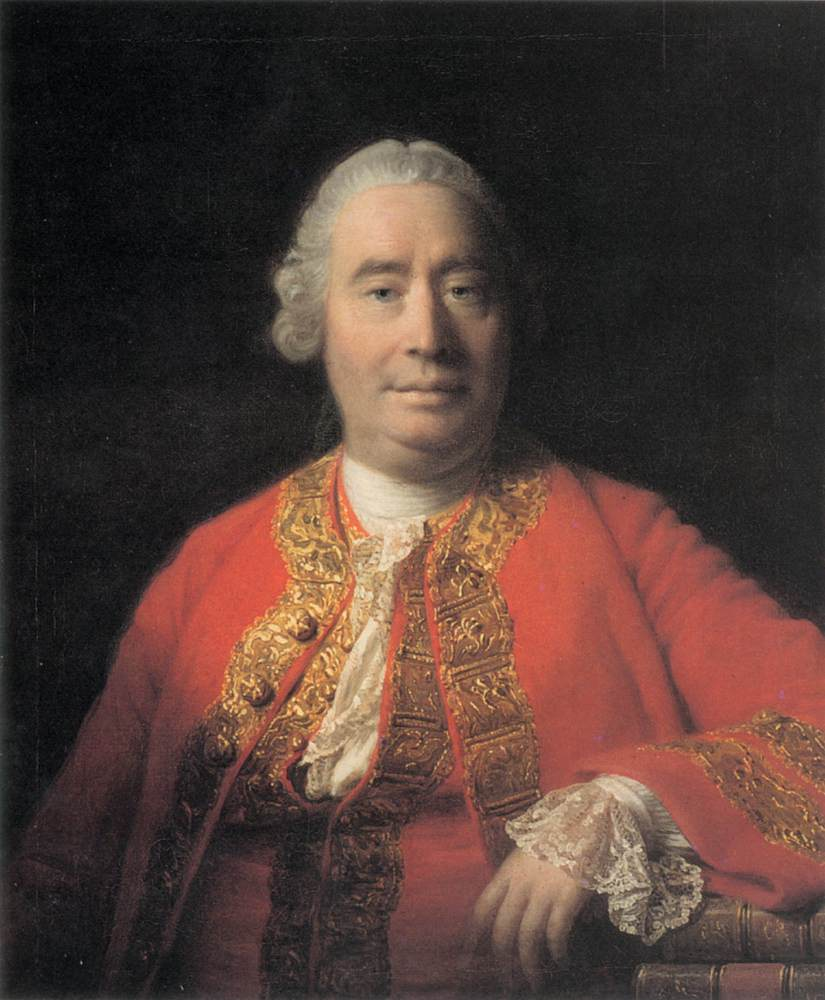
David Hume

De derde grote naam in het Brits empirisme is die van David Hume. Waar Berkeley het empirisme radicaliseerde in metafysische zin, sloeg Hume de weg in van de epistemologie. In zijn A Treatise of Human Nature (1740) ging Hume, met enkel de ervaring als kennisbron, op onderzoek uit naar wat wel en niet gekend kan worden. In feite was hij het grotendeels eens met Locke, maar hij trok diens stellingen verder door. De mens kan inderdaad nooit de substantie achter de dingen in de ervaring vinden, maar dit geldt ook voor een hele reeks andere zaken. Als een mens bijvoorbeeld introspectief op zoek gaat naar het ik, dan zullen enkel bepaalde bewustzijnstoestanden en sensaties gevonden worden, maar nooit een echt ik. Een soort metafysisch ego, zoals dat bij het rationalisme en tijdgenoten als Thomas Reid voorkwam, werd door Hume verworpen: daar is geen ervaring van. Persoonsidentiteit is, volgens Hume, slechts gebaseerd op de continuïteit van het geheel aan bewustzijnservaringen van het individu.
Ook zaken als oorzakelijkheid kunnen volgens Hume niet waargenomen worden. Als een biljartbal een andere biljartbal zogenaamd doet bewegen, is alleen waar te nemen dat de ene biljartbal tot tegen de andere beweegt, stopt, en dat de andere bal vervolgens verder rolt. De oorzakelijkheid zelf is niet te zien, ze is slechts een interpretatie van het waargenomene. Zaken als oorzakelijkheid en substantie, maar ook het bestaan van andere menselijke geesten of personen behalve hijzelf, zijn volgens Hume niets anders dan een gewoonte (habit), die de mens heeft aangekweekt, omdat hij bijvoorbeeld het bewegen van de tweede biljartbal altijd heeft zien samengaan met het aanraken door de eerste. Hier komt Hume dus naar voren als een radicale scepticus: het is nooit zeker dat die substantie of causaliteit echt (morgen nog) bestaat. Overigens stelde Hume nog vast dat een filosoof wel sceptisch kan zijn over deze zaken, maar zodra de studeerkamer wordt verlaten, zal zelfs de filosoof aannemen dat oorzakelijkheid echt bestaat en met andere mensen omgaan alsof het echte mensen zijn.

### Immanuel Kant
Het einde van het Brits empirisme, en de strijd tussen rationalisme en empirisme, is veroorzaakt door het werk van de Duitse filosoof Immanuel Kant. Kant was van oorsprong een rationalist, maar werd uit zijn dogmatische slaap gewekt toen hij in contact kwam met het werk van Hume. Hij ging niet zover het empirisme in haar radicale vorm te aanvaarden. Grotendeels kwam dit door de sceptische uitingen van Locke en Hume. Anders dan het Brits empirisme was Kant er radicaal van overtuigd dat de moderne wetenschap wel degelijk zekere kennis kon geven, zelfs over toekomstige ervaringen. Hij geloofde in het bestaan van synthetische oordelen a priori. Waar Hume inductie verwierp als ongeldig - vanuit een beperkt aantal waarnemingen kan geen wet geformuleerd worden die geldt voor alle gevallen - accepteerde Kant het wel. De wetten van Newton bleken immers steeds weer te kloppen, ook bij nog niet eerder geteste voorwerpen.
In zijn Kritik der reinen Vernunft (1781) formuleerde Kant dan ook zijn transcendentaal idealisme, dat als gulden middenweg tussen het rationalisme en empirisme kan gezien worden. Zekere kennis is wel degelijk mogelijk en komt tot stand door het combineren van de rede (rationalisme) en de ervaring (empirisme). Hij gaf het empirisme gelijk in de stelling dat alle inhoud van kennis voortkomt uit de ervaring; zonder de ervaring zou het denken immers inhoudsloos en leeg zijn. Maar naast de ervaring, heeft de mens ook nood aan de categorieën van het verstand. Tijd en ruimte zijn bijvoorbeeld structuren van het menselijk verstand, die het oplegt aan de wereld. Ook de zaken waartegenover Hume nog sceptisch stond zoals substantie, oorzakelijkheid en het ik, kwamen volgens Kant voort uit de formele categorieën die elk mens in zijn verstand bezit.

### Fenomenalisme

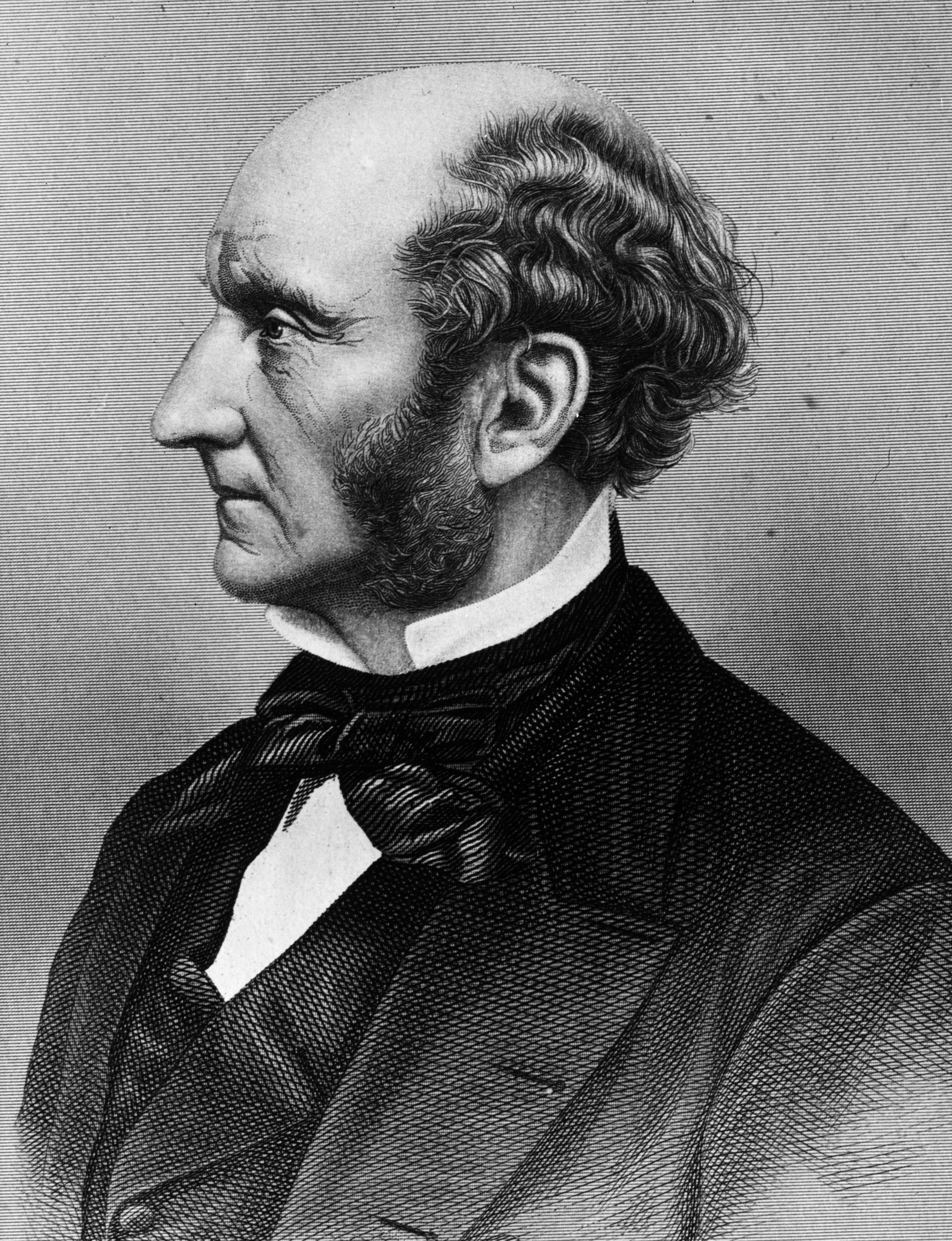
John Stuart Mill

Toch betekende Kant niet het einde voor het empirisme, voornamelijk omdat velen zijn conclusies niet accepteerden, of de Britse traditie simpelweg voortzetten. De vorm waarin het empirisme werd voortgezet na Hume was het fenomenalisme, niet te verwarren met de fenomenologie. Deze stroming stelde, gebaseerd op Berkeley en Hume, dat de fysische voorwerpen die in het alledaagse leven te zien zijn in feite constructies van de eigen ervaring zijn. Dit fenomenalisme is ook nauw verbonden met het subjectief idealisme: alle fysische voorwerpen, eigenschappen, gebeurtenissen zijn uiteindelijk reduceerbaar tot mentale objecten, eigenschappen en gebeurtenissen. Een zintuiglijke indruk hebben van een fysisch voorwerp staat hier gelijk aan de ervaring van een groep ervaringsindrukken hebben. Zulke groepen vertonen een sterke stabiliteit en coherentie, waardoor ze te onderscheiden zijn van zaken als hallucinaties.
Een voorbeeld hiervan is John Stuart Mill die in tegenstelling tot Hume, inductie wel als een noodzakelijk en correct gegeven zag voor het funderen van alle kennis, zelfs de wiskunde. Kennis komt volgens Mill niet voort uit directe ervaring, maar uit inductieve ervaring van die directe ervaring. Dit fenomenalisme kende nog aanhangers tot in het midden van de 20e eeuw.
De ideeën van Hume en de verdere uitwerking door Mill leiden ook tot een soort associatisme: kennis en wetten zouden geformuleerd en begrepen worden door de associaties die gemaakt worden tussen de verschillende ervaringen. Associaties die op de individuele ervaring berusten geven voldoende houvast om tot inzicht te leiden in de universele en alle andere noodzakelijke principes.

### Positivisme

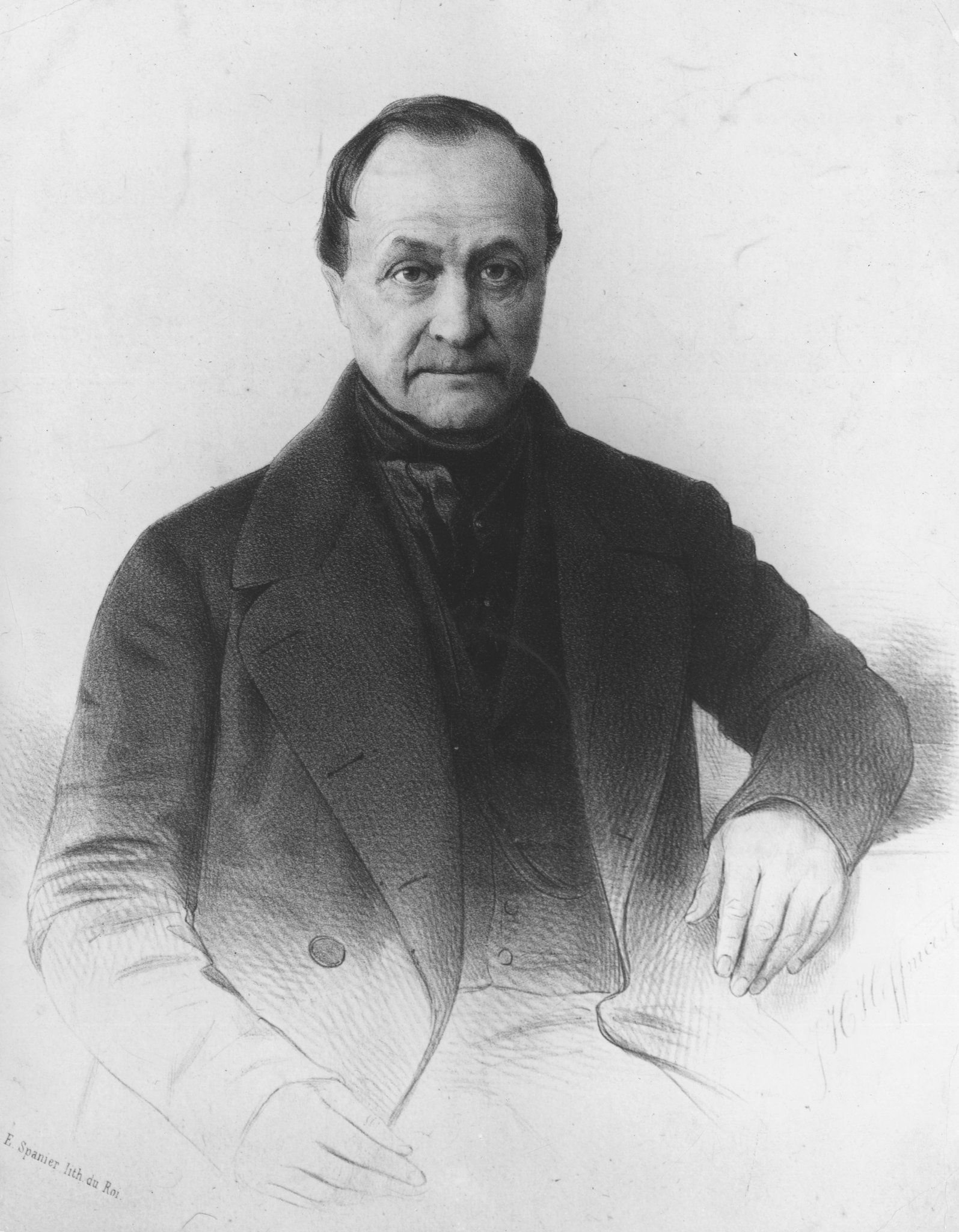
Auguste Comte

Het empirisme kende een ander hoogtepunt in de vorm van het positivisme in de tweede helft van de 19e eeuw met denkers als Saint-Simon en Auguste Comte Het positivisme was in feite een doortrekking van Kants filosofie. Kant betoogde in zijn oeuvre dat de metafysica als discipline geen bestaansgrond meer had in haar traditionele vorm omdat zij geen enkel contact had met de waarneming, die volgens Kant net noodzakelijk was om tot kennis te komen. Het positivisme bevestigt dit idee en trekt daaruit de radicale conclusie dat alleen de empirische wetenschappen echte kennis kunnen leveren. Kennis komt dus zuiver uit (wetenschappelijke) ervaring en alle theologische of metafyische pretenties en beweringen moeten dus als onzin verworpen worden.:99
Positivisten, en voornamelijk Comte, combineerden dit nog met de idee dat de bloei van de moderne wetenschap een noodzakelijk product was van de geschiedenis. Bekend is Comtes wet van de drie stadia die beschrijft hoe de geschiedenis noodzakelijk drie fases doorgaat: allereerst is er het theologisch stadium waar kennis wordt gefundeerd in verwijzingen naar een god of goden, vervolgens is er het metafysisch stadium waar mensen de natuur kunnen verklaren en hun kennis funderen op abstracte en metafyische principes, hieronder valt dan ook het rationalisme. Uiteindelijk realiseert de mens, en komt zo in het derde en finale stadium, dat kennis alleen afkomstig kan zijn van de ervaring beheerst door de wetenschappelijke methode: alleen de moderne empirische wetenschap kan echte kennis leveren. De mens moest volgens Comte dan ook alle andere kennisaanspraken, op basis van heilige boeken of filosofische argumenten, laten vallen.
Dit denken werkte verder door bij Ernst Mach en Richard Avenarius. Daarnaast had het ook zijn invloed in de Russische filosofie, onder anderen bij de populist Pjotr Lavrov en de marxist Aleksandr Bogdanov die het uitwerkte tot het empiriomonisme. Het speelde ook een zekere rol voor de experimentele psychologie, namelijk doordat empirisch geïnspireerde wetenschappers als Mach, Wilhelm Wundt en William James dit uitwerkten tot een empirische psychologie.

## Hedendaagse tijd

### Pragmatisme
In de hedendaagse filosofie vormden er zich verscheidene stromingen die als empiristisch kunnen worden gekarakteriseerd. Zo ontstond in de Verenigde Staten rond 1900 het pragmatisme, met denkers als C.S. Peirce, William James en John Dewey. Deze baseerden hun kenleer sterk op het empirisme, en combineerden het met inzichten uit de evolutietheorie en psychologie en spiegelden zich sterk aan de wetenschappelijke methode. Toch bevatte het pragmatisme ook elementen die als rationalistisch kunnen worden beschouwd. Zo liet Peirce ruimte voor deductief redeneren naast inductie, waarbij hij beide methoden verenigde onder de vorm van abductie. Noemenswaardig is ook Peirces opvatting van het fallibilisme: (wetenschappelijke) kennis was altijd onzeker en kan steeds door nieuwe ervaringen weerlegd en verbeterd worden.

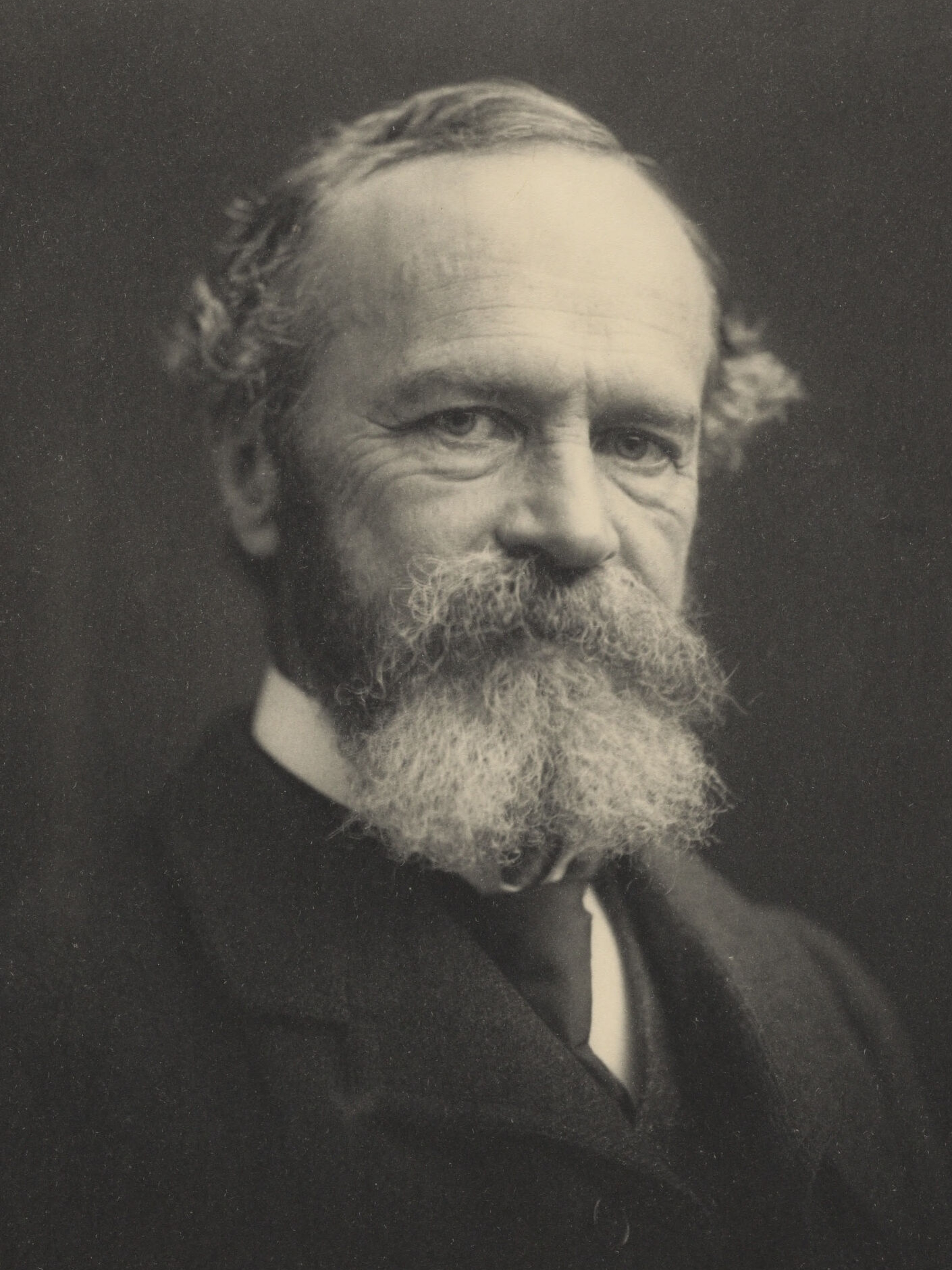
William James

Het sterkst blijkt het empiristisch karakter van het pragmatisme in het werk van James, die ook wel sprak van radicaal empirisme (radical empiricism) om zijn versie van het pragmatisme te beschrijven. Centraal stond voor James het direct empirisch observeerbare universum rondom de mens. Net als andere pragmatisten zag hij het nut niet de ervaringen te gronden in een soort transcendent of conceptueel fundament. Hij verwierp dan ook alle bovennatuurlijke en goddelijke verklaringen van de natuurlijke fenomenen rondom zich. Het is dus radicaal, niet in zijn empirisme, maar in zijn naturalisme: alleen natuurlijke verklaringen zijn toegestaan.
De derde grote naam in het pragmatisme, John Dewey, plaatste de ervaring ook centraal. Ervaring werd opgevat door Dewey als een samenhangend geheel waarop ongeveer alles, zowel kennis als bijvoorbeeld het onderscheid tussen subject-object, gebaseerd is. De geobserveerde werkelijkheid is volgens Dewey dan ook bepaald door de al opgedane ervaringen en kennis vormt zich ook door een op ervaring gericht proces van trail and error. Concepten en ideeën zijn volledig gebaseerd op ervaringen en dienen enkel om de problemen waar de persoon in kwestie in contact mee komt, op te lossen. Zijn vorm van pragmatisme kan dan ook gezien worden als instrumentalisme.

### Logisch empirisme
Rond het begin van de 20e eeuw ontstond in Groot-Brittannië de analytische filosofie. Deze filosofie zou zich in de beginfase sterk verbinden met de logica en de wiskunde, maar nam daarnaast ook een sterk empiristische positie in. Denkers als Bertrand Russell, G.E. Moore en A.N. Whitehead namen een sterk realistische en empiristische positie in, om zich af te zetten van het toen heersende Brits idealisme dat de nadruk vooral legde op de menselijke rede.
Russell verdedigde bijvoorbeeld het bestaan van kennis door vertrouwdheid (knowledge by acquaintance): een bepaalde grond voor kennis ontstaat bij zaken die ervaren worden en waarmee direct vertrouwdheid ontstaat. Russell betoogde zelfs op een gegeven moment dat ook alle concepten uit de formele logica uiteindelijk van empirische aard zijn, waarbij empirisch wel ruim moet begrepen worden, zodat onder meer introspectie er ook onder valt.
De ideeën van Russell en van zijn student Ludwig Wittgenstein leidden uiteindelijk tot het logisch empirisme. Deze stroming is voornamelijk ontwikkeld door de Wiener Kreis, een groep geleerden uit Oostenrijk, met onder anderen A.J. Ayer, Rudolf Carnap, Carl Hempel, Otto Neurath, Hans Reichenbach en Moritz Schlick. Deze stroming combineerde de logica van Russell en Wittgenstein, maar ook Gottlob Frege, met het empirisme van David Hume. Net als het oorspronkelijk positivisme van de 19e eeuw, wilde het logisch empirisme (soms ook logisch positivisme genoemd) de filosofie zuiveren van alle metafysische uitspraken, die het als zinloos beschouwde. Bekend is vooral hun verificatiebeginsel dat stelt dat een zin enkel betekenis heeft als deze of tautologisch is of in principe te verifiëren valt op basis van empirische ervaring.:150 Alleen de wiskunde en de empirische wetenschap hanteerden zinvol taalgebruik.
In het begin hingen vele leden van deze school een vorm van fenomenalisme aan: elke synthetische uitspraak moest uiteindelijk te reduceren zijn tot een uitspraak die alleen directe observaties en waarnemingen bevat. Later verlieten filosofen als Carnap en Neurath deze positie voor een perspectief waarin middelgrote spatio-temporele objecten als tafels en stoelen als basis werden genomen. Synthetische uitspraken moesten dus niet meer omgezet worden in uitspraken van zuivere zintuiglijke ervaringen, maar in protocolzinnen (Protokollsätze). Een zin als Ik (Rudolf Carnap) sla met kracht X op tafel moest worden omgezet in Rudolf Carnap op locatie X en op tijdstip Y neemt dat en dat waar. Later veranderden sommige logisch empiristen, zoals Neurath, hun opvatting naar de idee van een soort direct contact met de werkelijkheid in de verificatie van een hypothese.
Het empirisme hangt nauw samen met het behaviorisme, zowel het psychologisch als het filosofisch behaviorisme, omdat aanhangers van deze stromingen van de veronderstelling vertrekken dat kennis enkel van het zichtbare en waarneembare kan worden afgeleid. Dat geldt ook voor de menselijke geest, en omdat gedachten of bewustzijn niet waarnemen kunnen worden, maar alleen menselijk gedrag, moeten mentale toestanden als pijn of vreugde dan ook begrepen worden in termen van gedrag, stimuli en respons.

### Huidige vormen van empirisme
De moderne variant van het empirisme, het logisch empirisme, kreeg na 1950 hevige kritiek te verduren van filosofen als Noam Chomsky, Paul Feyerabend, Jerry Fodor, Nelson Goodman, Thomas Kuhn, Karl Popper, Hilary Putnam, W.V.O. Quine, en Wilfrid Sellars. Bovengenoemde critici probeerden daarbij de grondstellingen zelf van het empirisme te weerleggen. Zo wijzen Popper, Quine en Sellars erop dat de ervaring zelf nooit volledig zuiver is van elke theoretische geladenheid. Anderen, met name Chomsky en Fodor, bekritiseren het idee dat alle kennis ontstaat, of mogelijk is, puur op basis van ervaring. Beiden verdedigen een vorm van innatisme: er zijn in het menselijk verstand aangeboren ideeën of structuren aanwezig, waardoor kennisverwerving pas echt mogelijk wordt.

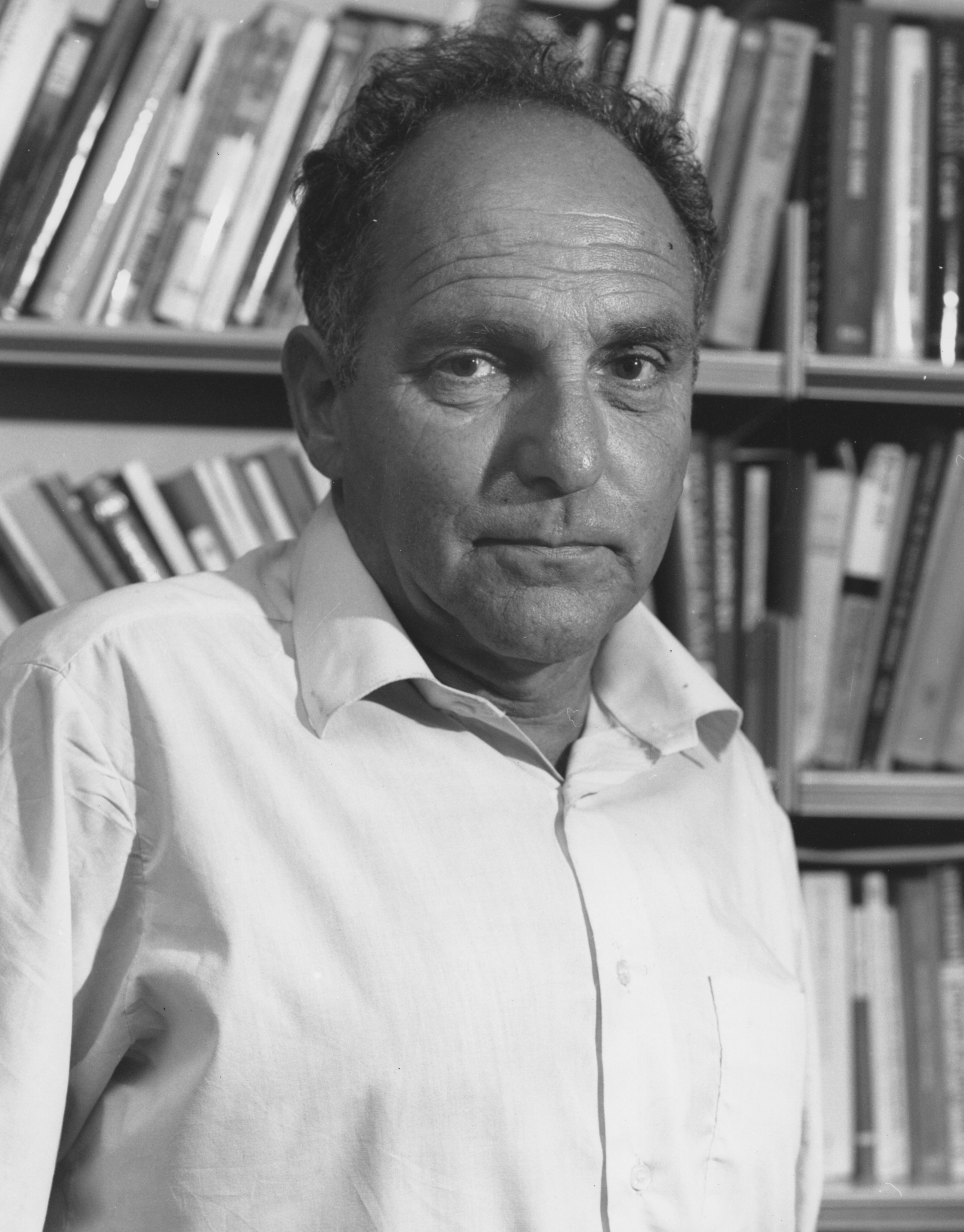
Ernest Gellner

Toch duikt het empirisme nog steeds op. Bijvoorbeeld bij de filosoof en sociaal antropoloog Ernest Gellner, die zich in zijn werk typeert als een empirist, maar wel bovengenoemde kritiekpunten erkent. Hij definieert empirisme als volgt: empiricism is the a priori exclusion of a certain class of possible worlds, namely those worlds which satisfy some very deep general moral yearnings. Empirisme zelf is dus een a priori negatieve doctrine. De grootste waarde van het empirisme ligt volgens Gellner niet in een descriptieve (beschrijvende) ambitie, maar in haar normatieve (voorschrijvende) ambitie. Het empirisme moet geplaatst worden binnen de normatieve kennistheorie en omvat een cognitie-ethiek (ethic of cognition): ze schrijft voor hoe gedacht moet worden en hoe tot kennis moet worden gekomen.
Empirisme is voor Gellner een metafysische theorie, of ideologie, net als het marxisme of de psychoanalyse dat is. Hij ziet hier echter geen probleem in. Gellner betoogt dat elke methodologie, dus ook die van het (wetenschappelijk) empirisme, meer is dan logica alleen: het heeft altijd 'iets meer' nodig om tot echte kennis te komen, anders is hoogstens logische consistentie het resultaat. Wat dit 'meer' inhouden moet, kan de methodologie echter niet op voorhand, noch achteraf bepalen. Als het op voorhand wordt gedaan, kan altijd gevraagd worden waar deze stellingen zelf op gefundeerd zijn, en mocht het achteraf gebeuren dan kan gevraagd worden met welke methode dit bereikt is. Elke methodologie die onweerlegbaar wil zijn, stuit dus op een paradox: deze moet tegelijkertijd inhoud (om tot kennis te komen) en geen inhoud hebben (om neutraal te blijven), wat uiteraard onmogelijk is. Wat er in praktijk gebeurt, volgens Gellner, is dat de wetenschappelijke methode a priori (dus op voorhand) al een hele reeks werelden of manieren van denken uitsluit: zo worden antropomorfisme en teleologie al op voorhand geëlimineerd als mogelijke benaderingen.
Een verder kenmerk van dit empirisme is dat het adequaat het eigen karakter toont van de wetenschap. Dat kennis van de ervaring komt, wil in de eerste plaats niet zeggen dat kennis iets subjectiefs is, een persoonlijke voorstelling, maar dat het van buiten komt. Kennis is gebaseerd op iets dat onafhankelijk is van de menselijke cultuur: wetenschappelijke kennis kan de diepste overtuigingen en wensen weerleggen en strookt vaak niet met wat (zelfs logisch) wel gedacht wordt. Een ander kenmerk, dat het empirisme deelt met alle andere ideologieën, is de tweetaligheid. Enerzijds spreekt het een interne taal, maar anderzijds - wil het kunnen discussiëren met andere ideologieën - moet het ook een soort neutrale taal (neutral speak) beheersen, vertrekkend van een reeks stellingen waarover beide ideologieën het eens kunnen zijn. Het empirisme is speciaal in de zin dat het deze neutral speak verabsoluteert en veralgemeent.
De latere Rudolf Carnap wees op een gelijkaardig punt: wetenschappelijke theorieën of bepaalde wereldbeelden kunnen niet van buitenaf gerechtvaardigd worden, aangezien criteria altijd gebonden zijn aan een specifiek model van waaruit vertrokken wordt. De keuze tussen verschillende modellen, of ideologieën zoals Gellner ze liever noemt, wordt volgens Carnap gebaseerd op pragmatische en instrumentele voordelen: als het goed uitkomt en beter werkt.
In de wetenschapsfilosofie is er door Bas van Fraassen een hedendaagse variant van het empirisme uitgewerkt. Dit constructief empirisme staat lijnrecht tegenover het realisme en heeft vooral betrekking op de vraag of wetenschappelijk gepostuleerde entiteiten die niet zichtbaar zijn, zoals atomen of donkere materie, echt bestaan. Hierop antwoord van Fraassen negatief, in de zin dat deze bestaansclaims niet gemaakt worden door de wetenschappers. Wetenschappers stellen enkel dat de door hun gepostuleerde zaken de beste zijn om empirische adequaatheid te bereiken. Een theorie is empirisch adequaat als alle uitspraken die over het waarneembare worden gedaan waar zijn. Het maakt dus niet uit of de uitspraken over onwaarneembare zaken als atomen waar zijn of niet. Het onderscheid dat van Fraassen maakt tussen observeerbaar en niet-observeerbaar is heel triviaal: observeerbaar wil zeggen dat het met de menselijke zintuigen waar te nemen is zonder tussenkomst van instrumenten zoals microscopen. Atomen zijn dus niet observeerbaar, omdat ze niet met het blote oog gezien kunnen worden, maar zaken als dinosaurussen of verre sterren zijn in principe wel observeerbaar.

## Kritiek
Er zijn talloze kritieken op het empirisme doorheen de geschiedenis van de filosofie geformuleerd. Grotendeels richten ze zich op de grondprincipes van het empirisme die critici afdoen als metafysisch, niet-observeerbaar of simpelweg incorrect. Vaak komen deze kritieken van rivaliserende stromingen zoals het rationalisme, het idealisme of de fenomenologie. Desondanks zijn vele van deze kritieken ook door empiristen zelf erkend, voornamelijk om er een adequaat weerwoord op te bieden.

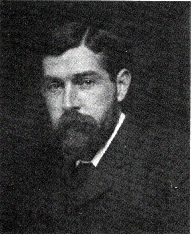
Francis Herbert Bradley

Empirisme is zelf niet observeerbaar
Verscheidene filosofen, waaronder ook empiristische filosofen zoals Bertrand Russell en Bas van Fraassen hebben erop gewezen dat het fundament van het empirisme, namelijk dat alle kennis van ervaring komt, zelf geen stelling is die op observatie gebaseerd is. De Britse idealist F.H. Bradley formuleert het als volgt:
The man who is ready to prove that metaphysical knowledge is wholly impossible [i.e. the empiricist...] is a brother metaphysician with a rival theory of first principles [...] To say that reality is such that our knowledge cannot reach it, is a claim to know reality; to urge that our knowledge is of a kind which must fail to transcend appearance, itself implies that transcendence. For, if we had no idea of a beyond, we should assuredly not know how to talk about failure or success. And the test, by which we distinguish them, must obviously be some acquaintance with the nature of the goal. Nay, the would-be skeptic, who presses on us the contradiction of our thoughts, himself asserts dogmatically.
Sommige empiristen hebben hier geprobeerd op te antwoorden door te stellen dat de stelling dat kennis enkel op ervaring berust wel degelijk zelf een empirische (gefundeerde) stelling is. Anderen, zoals Ernest Gellner, erkennen dan weer openlijk het metafysische, of wat hij noemt het ideologische gehalte van het empirisme, maar zien hier geen probleem in. Voornamelijk omdat elke andere theorie volgens Gellner evengoed een ideologie bevat.
Het probleem van scepticisme
Een andere kritiek is dat het empirisme en de stelling dat alleen de menselijk ervaring een fundament voor kennis is, slechts leiden tot een vorm van scepticisme. De Britse empirist David Hume stelde al dat de ervaring niets anders kan funderen dan de ervaring zelf. Zaken als oorzakelijkheid of substantie zijn echter niet echt waar te nemen. Er zijn slechts waarnemingen en op basis van gewoonte of ongeldige inductie wordt het bestaan van diepere metafysische zaken geconcludeerd. Op deze wijze kan er dus op geen enkele manier kennis van de buitenwereld zijn: er zijn enkel zintuiglijke indrukken.
Een antwoord van sommige empiristen is, zoals bij John Stuart Mill, de poging om criteria aan te duiden die als onderscheid tussen echte waarnemingen (van echte zaken) en illusies zoals hallucinaties kunnen dienen. Een voorbeeld hiervan is de stroming bekend als het reliablisme dat stelt dat een overtuiging gerechtvaardigd is als het een product is van een betrouwbaar (reliable) proces. Het moet dus een product van een op voorhand aangeduid proces dat betrouwbare en ware overtuigingen veroorzaakt. Vaak wordt ook verwezen naar evolutionaire principes zoals het feit dat de mens is aangepast aan de stimuli uit de omgeving en dus de correcte zintuigen heeft om correcte en ware overtuigingen van de omgeving te hebben.
Logisch ongeldig inductivisme
De wetenschapsfilosoof Karl Popper heeft in zijn werk de empiristen voornamelijk bekritiseerd in hun stelling dat inductie de basis is waarop zekere kennis kan verkregen worden. Inductie is, zoals Hume al uitwees, logisch niet te verantwoorden. Het is niet mogelijk uit een beperkt aantal waarnemingen af te leiden dat (in de toekomst) alle gevallen aan die beschrijvingen zullen voldoen. Als iemand elke dag 's morgens een gezonde kop koffie drink, kan daar niet logisch geldig uit worden afgeleid dat de kop koffie er morgen ook zal staan of dat deze niet vergiftigd is. Bertrand Russell formuleerde dit probleem treffend: We know that all these rather crude expectations of uniformity are liable to be misleading. The man who has fed the chicken every day throughout its life at last wrings its neck instead, showing that more refined views as to the uniformity of nature would have been useful to the chicken.
Popper plaatste hier het falsificationisme tegenover: een uitspraak is empirisch als het kan weerlegd of gefalsifieerd worden door andere ervaringen. Een theorie kan dus hoogstens weerlegd worden, maar nooit bevestigd worden. In feite hoeft dit nog geen weerlegging van het empirisme in te houden, maar hoogstens een sterke herziening. Popper gaat echter nog verder door te stellen dat de beschrijving die empiristen geven van hoe een wetenschapper (of een ander persoon) tot een overtuiging komt simpelweg foutief is. Empiristen lijken te suggereren dat de natuur volledig onbevooroordeeld tegemoetgekomen kan worden en dan zuiver uit de dingen die geobserveerd worden hypothesen kunnen worden afgeleid. Vaak is volgens Popper echter omgekeerd: er wordt vanuit een theoretische hypothese vertrokken die niet gebaseerd is op waarneming en dan wordt gekeken of deze theorie strookt met de waarneming.
Theoriegeladenheid van observatie
In de tweede helft van de 20e eeuw kwam er nog een ander probleem op de proppen: de theoriegeladenheid van de ervaring. Denkers als N.R. Hanson, de eerder genoemde Popper en Thomas Kuhn (vooral diens The Structure of Scientific Revolutions uit 1962) wezen op het gegeven dat wat een wetenschapper waarneemt, vaak bepaald wordt door de theoretische achtergrond of zelfs de cultuur waarin de wetenschapper zich bevindt. De wetenschapper neemt soms eenvoudig waar wat deze wil zien of wat deze verwacht waar te nemen.:153-154 Dit wordt vaak aangetoond door te verwijzen naar ambigue figuren zoals deze hiernaast. Of al dan niet een eend of een konijn wordt waargenomen, kan afhangen van de achtergrond van de onderzoeker. Ook wordt verwezen naar inzichten van de gestaltpsychologie.
De filosoof Wilfrid Sellars heeft een gelijkaardige kritiek uiteengezet. In zijn werk Empiricism and the Philosophy of Mind (1956) bekritiseerde hij de stelling dat er een soort waarneming zou zijn die volledig los staat van het denken en die een zuiver contact met de werkelijkheid waarborgt. Dit is wat hij the Myth of the Given noemde. Het probleem bij deze stelling was volgens Sellars dat de kennis van een specifieke ervaring nooit losstaat van kennis van andere zaken. Een boom waarnemen wil zeggen dat iemand weet wat een boom is, wat het verschil met een struik is, enzovoort. Elke waarneming wordt, wanneer deze omgezet wordt in een uitspraak, meteen opgenomen in wat Sellars de space of reasons noemde: het hele netwerk van overtuigingen van de mens. Op deze wijze is die ervaring niet zuiver gegeven, maar altijd open voor kritiek en verbetering.
Het leerprobleem

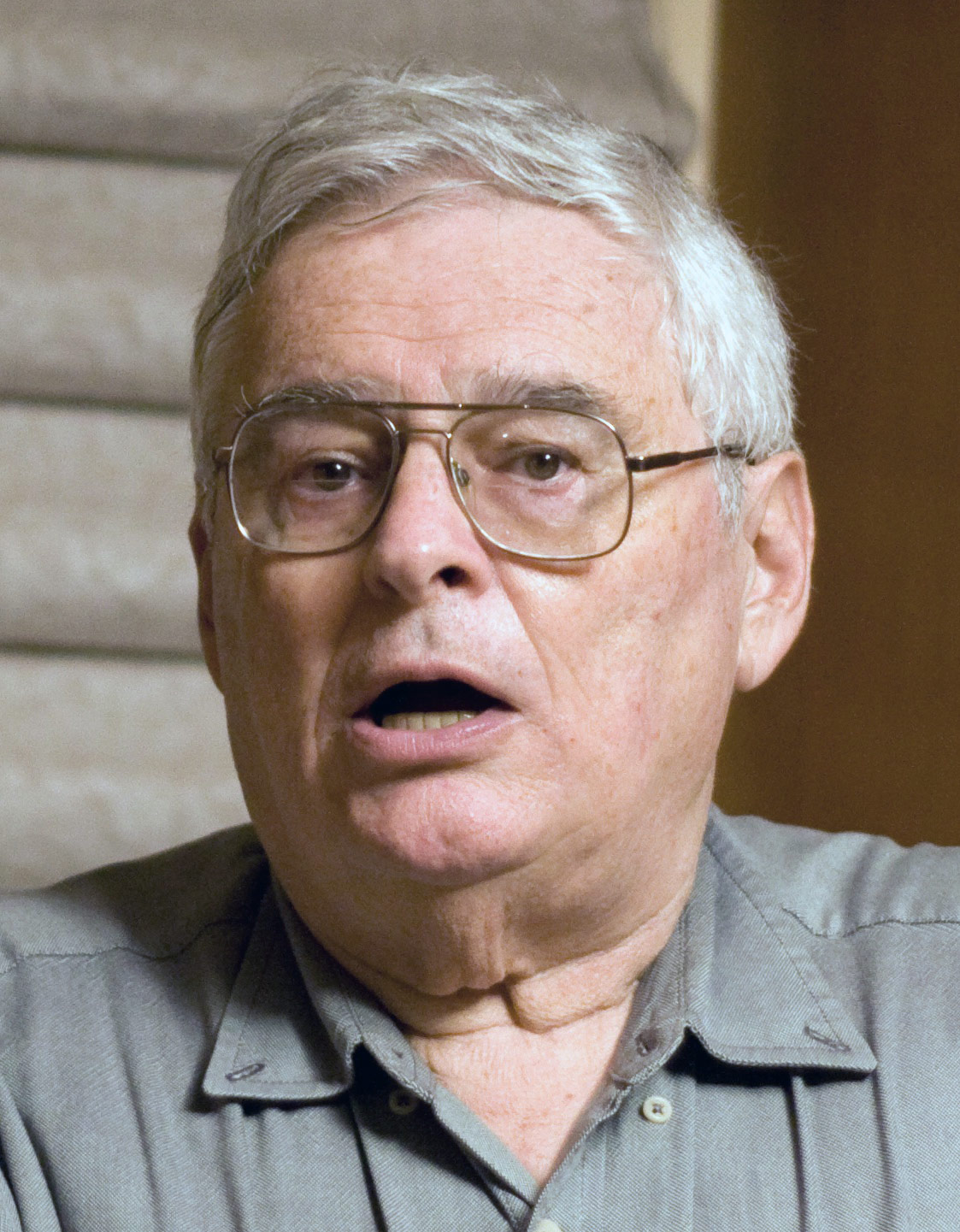
Jerry Fodor

Filosofen als Noam Chomsky en Jerry Fodor vielen de stelling aan dat de menselijke geest in het begin een onbeschreven blad of tabula rasa zou zijn, een hypothese die ook doorwerkte in het behaviorisme. Beiden verdedigen daartegenover een vorm van aangeboren kennis. Chosmky verdedigde in zijn generatieve taalkunde de opvatting dat er wel aangeboren structuren moeten zijn die de mens in staat stelt de moedertaal op zo'n tempo te leren. Chomsky stelde dat dit veel te snel gaat en dat het een te sterk universeel karakter heeft om volledig af te hangen van een proces als conditionering.
Fodor werkt een analoog punt uit betreffende het menselijk vermogen om dingen bij te leren. Om bijvoorbeeld het verschil te leren tussen A en B, en als dit louter door ervaring zou moeten gebeuren, zou een persoon in het ene geval de bundel van ervaringen moeten plaatsen onder A en in het andere geval onder B. De vraag die hier echter openblijft, is hoe die persoon in kwestie dingen onder A kan plaatsen als het concept A nog niet is aangeleerd (dat stond net op het punt te gebeuren). Het is dus een hopeloos circulair proces. Primitieve concepten (concepten die niet op andere concepten zijn gebaseerd) kunnen dus niet uit de ervaring komen.:134-137 Fodor concludeerde daaruit dat We have the concepts we do because we have the neurology we do; we have the neurology we do because we have the phenotype we do; and we have the phenotype we do because we have the genotype we do.:146 Het aangeboren gedeelte moet hier dan begrepen worden als the disposition to grasp such and such a concept (i.e to lock on property).:162
Fenomenologische kritiek
Het empirisme heeft ook kritiek te verduren gehad uit de continentale filosofie (daar het zelf meer een analytische stroming is) en met name vanuit de fenomenologie. Fenomenologen als Edmund Husserl en Maurice Merleau-Ponty verweten het empirisme, alsook de klassieke tegenstander het rationalisme, van een te gekunstelde en intellectualistische benadering van het bewustzijn en de ervaring. Zo schreef Merleau-Ponty het empirisme ziet niet dat we moeten weten wat we zoeken – anders zouden we niet zoeken – terwijl het intellectualisme [het rationalisme] niet ziet dat we niet moeten weten wat we zoeken – anders zouden we ook niet zoeken. Zij komen overeen in dit opzicht, dat zij geen van tweeën in staat zijn het bewustzijn te vatten terwijl het leert.:83
Het probleem van het empirisme ligt er vooral in dat het nooit tot de waarneming zelf doordringt, maar altijd een zekere afstand blijft bewaren, alsof het door een god aanschouwd wordt.:339 Volgens de fenomenologie moeten de waargenomen zaken echter voor zichzelf spreken; hoe ze in hun meest oorspronkelijke wijze geobserveerd worden en dat is niet als een soort verzameling vlekjes die achteraf theoretisch samengebracht worden tot de reeks voorwerpen die geobserveerd zijn. Volgens de fenomenologie zijn de voorwerpen meteen te zien. De oorspronkelijke waarneming [is] een non-thetische, preobjectieve en voorbewuste ervaring.:322